# Tumiyang (Kebasen)
Tumiyang is een bestuurslaag in het regentschap Banyumas van de provincie Midden-Java, Indonesië. Tumiyang telt 1217 inwoners (volkstelling 2010).